# عملیات زی‌لووه
عملیات شیر دریایی (با نام رمز شیر دریایی) عملیات آبی خاکی آلمان نازی برای حمله به بریتانیا و پیاده کردن نیروهای چترباز خود در آنجا در سپتامبر ۱۹۴۰ بود که به دستور هیتلر انجام نشد.